# 托尔托拉德埃纳雷斯
托尔托拉德埃纳雷斯，是西班牙卡斯蒂利亚-拉曼恰瓜达拉哈拉省的一个市镇。总面积27平方公里，总人口453人（2001年），人口密度17人/平方公里。